# Ignasi Bultó i Sagnier
Ignasi Bultó i Sagnier   (Barcelona, 17 de desembre de 1951) és un antic pilot català de motociclisme, activitat en què va destacar durant les dècades del 1960 i 1970 aconseguint 4 campionats d'Espanya de trial (1969 a 1972) i un subcampionat (1973), a banda de dos subcampionats de motocròs i una medalla d'or als ISDT. És recordat, tant en trial com en motocròs, pel seu pilotatge fi i elegant. El gener del 2022, la FCM li concedí el premi Legends en reconeixement de la seva trajectòria motociclista.
Ignasi és el quart fill (després de tres nenes) del fundador de Bultaco, Francesc Xavier Bultó i, per tant, germà d'Álvaro Bultó, conegut aventurer i presentador de televisió mort tràgicament el 2013 mentre feia paracaigudisme extrem.

## Carrera esportiva
La seva primera moto fou una de feta especialment per a ell, amb motor Ducson i xassís i suspensions de Bultaco TSS. A onze anys va córrer la seva primera cursa de forma oficiosa, un trial de Sant Antoni disputat a la finca familiar del mateix nom, a Cunit.

### Trial

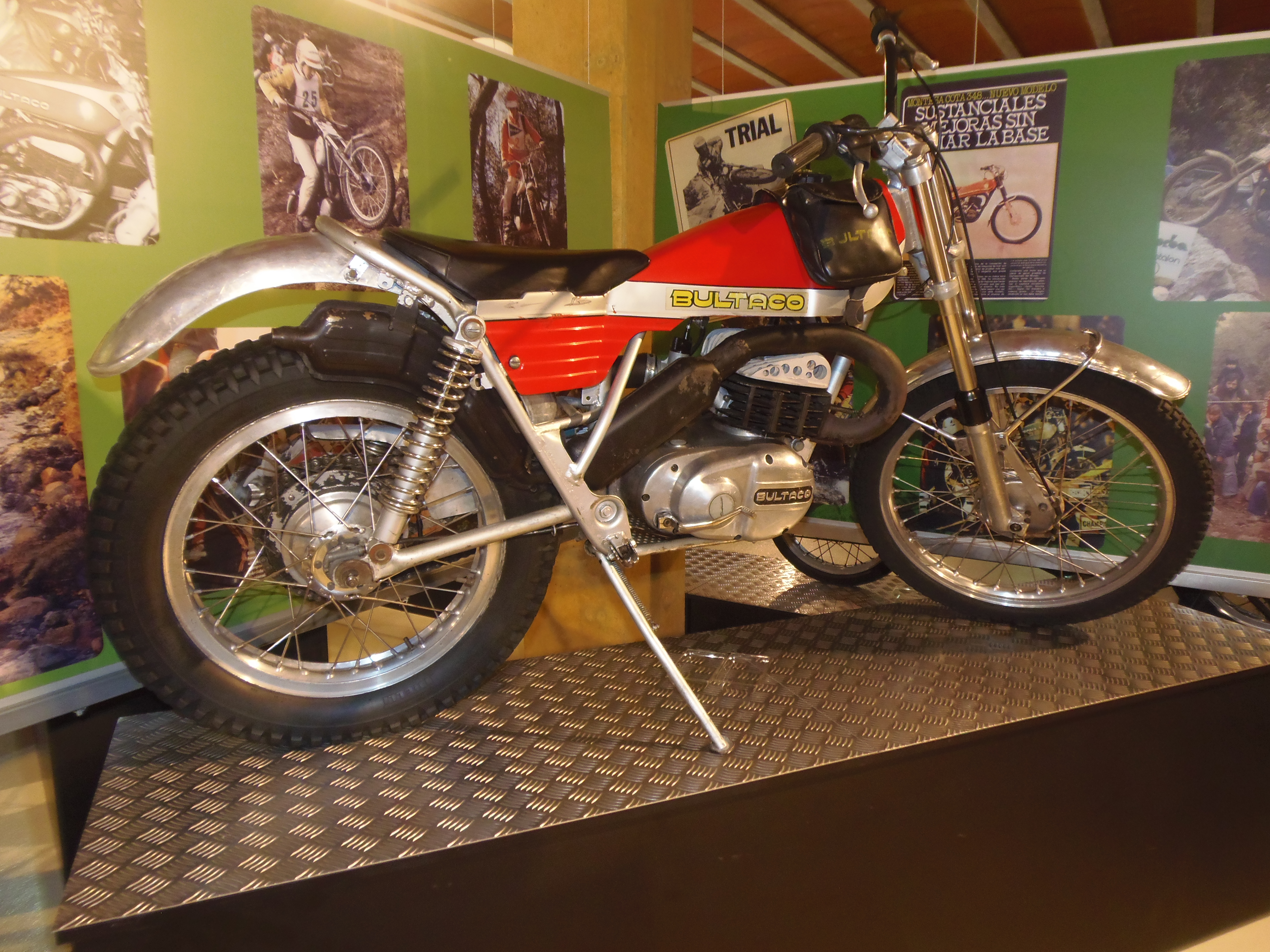
La Bultaco Sherpa T experimental que pilotà el 1972

El 1964, amb tretze anys, obtingué la seva primera llicència i començà a participar fora de concurs en els primers trials que s'organitzaven a Catalunya. El 1968, amb setze anys, va poder córrer oficialment proves de trial i el 1969 guanyava el Campionat d'Espanya de la modalitat, havent empatat a punts amb Pere Pi: Bultó va guanyar dues de les quatre proves puntuables i fou segon a les altres, exactament el mateix que Pi; en quedar empatats, el títol fou per qui havia obtingut menys penalització al llarg de les quatre proves, de manera que Ignasi Bultó guanyà per dos peus de diferència. A partir d'aleshores va guanyar-ne quatre campionats seguits (de 1969 a 1972). El 1973 va quedar subcampió rere Fernando Muñoz, i el 1974 el seu cosí segon Manuel Soler fou el campió.

### Motocròs
Gran afeccionat a la velocitat, va decidir provar sort en el motocròs en comptes de l'asfalt, i el 1974 decidí passar-se definitivament a aquesta modalitat. Va alternar-la amb el trial fins que s'hi va dedicar en exclusiva, principalment en la categoria dels 250 cc, amb el saldo de dos subcampionats d'Espanya. Malauradament va tenir repetides lesions d'espatlla que li varen impedir aconseguir el campionat de motocròs que tant acaçava.

### Retirada
El 1978, amb només vint-i-sis anys però amb quinze de seguits competint, va decidir retirar-se de la competició. El dia de la seva retirada va declarar: «Val més tenir un amic que guanyar una cursa». Un parell d'anys més tard, el 1980 -quan la seva família ja havia perdut l'empresa fundada per son pare, Bultaco- fundà l'empresa Merlin, fabricant de motocicletes, a Vilanova i la Geltrú.
Tot i haver-se retirat de feia anys, Bultó seguí competint de tant en tant en tota mena de disciplines, arribant a guanyar el Campionat d'Espanya de resistència de 1990 amb l'equip del Moto Club Chimisay, rellevant-se amb Xavi Riba en el pilotatge d'una Montesa Honda.

## Palmarès
- 1 campionat d'Espanya de resistència (1990) amb Montesa Honda
- Medalla d'or als ISDT

### Palmarès en trial
| Any          | Motocicleta  | C. d'Europa | C. d'Espanya |
| ------------ | ------------ | ----------- | ------------ |
| 1969         | Bultaco      | -           | 1r           |
| 1970         | Bultaco      | 21è         | 1r           |
| 1971         | Bultaco      | 17è         | 1r           |
| 1972         | Bultaco      | 12è         | 1r           |
| 1973         | Bultaco      | 15è         | 2n           |
| 1974         | Bultaco      | -           | 9è           |
| 1975         | Bultaco      | -           | 11è          |
| Total títols | Total títols | 0           | 4            |

### Palmarès al Campionat d'Espanya de motocròs
| Any  | Motocicleta | 500 cc | 250 cc | 125 cc |
| ---- | ----------- | ------ | ------ | ------ |
| 1972 | Bultaco     | -      | -      | 3r     |
| 1973 | Bultaco     | -      | -      | 2n     |
| 1974 | Bultaco     | -      | ?      | -      |
| 1975 | Bultaco     | -      | 4t     | -      |
| 1976 | Bultaco     | 5è     | 5è     | -      |
| 1977 | Bultaco     | -      | 4t     | -      |
| 1978 | Bultaco     | 3r     | 2n     | -      |